# Lausanne Université Club Volleyball 2019-2020 (maschile)
Questa voce raccoglie le informazioni riguardanti il Lausanne Université Club Volleyball nella stagione 2019-2020.

## Organigramma societario
Area direttiva
- Presidente: Pierre-André Leuenberger

Area tecnica
- Allenatore: Massimiliano Giaccardi
- Secondo allenatore: Pierre Berger

## Rosa
| N° | Nome              | Ruolo | Data di nascita  | Nazionalità sportiva |
| -- | ----------------- | ----- | ---------------- | -------------------- |
| 2  | Jonathan Kaeser   | O     | 27 novembre 1994 | Svizzera             |
| 3  | Joonas Jokela     | O     | 12 dicembre 1998 | Finlandia            |
| 4  | Baptiste Poffet   | S     | 1995             | Svizzera             |
| 5  | Radiša Stefanović | C     | 29 marzo 1990    | Serbia               |
| 6  | Björn Höhne       | S     | 29 marzo 1991    | Germania             |
| 7  | Dennis Del Valle  | L     | 27 gennaio 1989  | Porto Rico           |
| 10 | Reto Pfund        | P     | 11 aprile 1998   | Svizzera             |
| 11 | Damien Sommer     | C     | 11 giugno 1992   | Svizzera             |
| 12 | Karim Zerika      | C     | 2 dicembre 1996  | Svizzera             |
| 13 | Peer Harksen      | P     | 30 dicembre 1995 | Svizzera             |
| 15 | Mathias Montavon  | S     | 15 dicembre 1997 | Svizzera             |
| 16 | Tim Ineichen      | L     | 6 agosto 2001    | Svizzera             |
| 17 | Lucien Mourey     | S     | 1993             | Svizzera             |
| 20 | Adrien Prével     | S     | 19 aprile 1986   | Francia              |

## Risultati

### Lega Nazionale A

#### Girone di andata
| 1ª giornata - 12 ottobre 2019 University Sports Hall, Losanna  | Losanna UC  | 1 - 3 | Näfels          | 31-29, 19-25, 23-25, 21-25        |
| 2ª giornata - 19 ottobre 2019 Betoncoupe Arena, Schönenwerd    | Schönenwerd | 3 - 1 | Losanna UC      | 25-23, 25-23, 21-25, 32-30        |
| 3ª giornata - 20 ottobre 2019 University Sports Hall, Losanna  | Losanna UC  | 3 - 0 | Lutry-Lavaux    | 25-19, 25-14, 25-15               |
| 4ª giornata - 26 ottobre 2019 Turnhalle Rain, Jona             | Jona        | 3 - 1 | Losanna UC      | 18-25, 25-17, 25-18, 25-17        |
| 5ª giornata - 2 novembre 2019 University Sports Hall, Losanna  | Losanna UC  | 3 - 0 | Traktor Basilea | 25-17, 25-17, 25-19               |
| 7ª giornata - 16 novembre 2019 Sporthalle Tellenfeld, Amriswil | Amriswil    | 3 - 2 | Losanna UC      | 25-14, 17-25, 25-22, 21-25, 15-11 |
| 8ª giornata - 24 novembre 2019 Bahnhofhalle, Lucerna           | Lucerna     | 2 - 3 | Losanna UC      | 28-26, 16-25, 20-25, 25-21, 12-15 |
| 9ª giornata - 30 novembre 2019 University Sports Hall, Losanna | Losanna UC  | 3 - 1 | Chênois         | 25-21, 25-18, 21-25, 25-19        |

#### Girone di ritorno
| 10ª giornata - 8 dicembre 2019 Linthhalle SGU, Näfels             | Näfels          | 1 - 3 | Losanna UC  | 19-25, 25-23, 19-25, 16-25        |
| 11ª giornata - 14 dicembre 2019 University Sports Hall, Losanna   | Losanna UC      | 3 - 0 | Schönenwerd | 25-19, 25-22, 25-17               |
| 12ª giornata - 21 dicembre 2019 Salle de Sport de Corsy, Lutry    | Lutry-Lavaux    | 1 - 3 | Losanna UC  | 25-21, 21-25, 18-25, 20-25        |
| 13ª giornata - 4 gennaio 2020 University Sports Hall, Losanna     | Losanna UC      | 3 - 2 | Jona        | 25-14, 21-25, 25-15, 27-29, 15-12 |
| 14ª giornata - 11 gennaio 2020 Sporthalle Rankhof, Basilea        | Traktor Basilea | 0 - 3 | Losanna UC  | 13-25, 20-25, 20-25               |
| 16ª giornata - 25 gennaio 2020 University Sports Hall, Losanna    | Losanna UC      | 1 - 3 | Amriswil    | 20-25, 25-22, 22-25, 14-25        |
| 17ª giornata - 1º febbraio 2020 University Sports Hall, Losanna   | Losanna UC      | 0 - 3 | Lucerna     | 20-25, 24-26, 26-28               |
| 18ª giornata - 8 febbraio 2020 Centre Sportif Sous-Moulin, Thônex | Chênois         | 3 - 2 | Losanna UC  | 25-18, 21-25, 20-25, 25-23, 15-13 |

#### Play-off scudetto
| Quarti di finale (gara 1) - 15 febbraio 2020 Centre Sportif Sous-Moulin, Thônex | Chênois    | 3 - 1 | Losanna UC | 25-17, 29-27, 20-25, 25-22 |
| Quarti di finale (gara 2) - 22 febbraio 2020 University Sports Hall, Losanna    | Losanna UC | 3 - 0 | Chênois    | 25-23, 25-18, 25-18        |
| Quarti di finale (gara 3) - 26 febbraio 2020 Centre Sportif Sous-Moulin, Thônex | Chênois    | 1 - 3 | Losanna UC | 32-34, 25-23, 22-25, 21-25 |
| Quarti di finale (gara 4) - 29 febbraio 2020 University Sports Hall, Losanna    | Losanna UC | 3 - 0 | Chênois    | 25-17, 25-19, 25-17        |

### Coppa di Svizzera

#### Fase a eliminazione diretta
| Ottavi di finale - 12 gennaio 2020 Chapf 1, Windisch     | Windisch   | 0 - 3 | Losanna UC  | 19-25, 15-25, 15-25        |
| Quarti di finale - 2 febbraio 2020 Stadio Grünfeld, Jona | Jona       | 0 - 3 | Losanna UC  | 23-25, 15-25, 19-25        |
| Semifinali - 23 febbraio 2020 Salle Dorigny, Losanna     | Losanna UC | 3 - 1 | Schönenwerd | 25-17, 25-15, 19-25, 25-17 |

### Supercoppa svizzera

#### Fase a eliminazione diretta
| Finale - 5 ottobre 2019 Arena Mobilière, Muri bei Bern | Amriswil | 3 - 2 | Losanna UC | 19-25, 20-25, 25-18, 26-24, 15-12 |

### Coppa CEV

#### Fase a eliminazione diretta
| Sedicesimi di finale (andata) - 11 dicembre 2019 University Sports Hall, Losanna | Losanna UC    | 1 - 3 | Mladost Brčko | 23-25, 25-23, 18-25, 20-25            |
| Sedicesimi di finale (ritorno) - 17 dicembre 2019 Sportska Dvorana Magnet, Brčko | Mladost Brčko | 0 - 3 | Losanna UC    | 21-25, 23-25, 16-25 Golden set: 15-13 |

## Statistiche

### Statistiche di squadra
| Competizione        | Punti | In casa | In casa | In casa | In trasferta | In trasferta | In trasferta | Totale | Totale | Totale |
| Competizione        | Punti | G       | V       | P       | G            | V            | P            | G      | V      | P      |
| ------------------- | ----- | ------- | ------- | ------- | ------------ | ------------ | ------------ | ------ | ------ | ------ |
| Lega Nazionale A    | 27    | 10      | 7       | 3       | 10           | 5            | 5            | 20     | 12     | 8      |
| Coppa di Svizzera   | -     | 1       | 1       | 0       | 2            | 2            | 0            | 3      | 3      | 0      |
| Supercoppa svizzera | -     | -       | -       | -       | -            | -            | -            | 1      | 0      | 1      |
| Coppa CEV           | -     | 1       | 0       | 1       | 1            | 1            | 0            | 2      | 1      | 1      |
| Totale              | -     | 12      | 8       | 4       | 13           | 8            | 5            | 26     | 16     | 10     |

G = partite giocate; V = partite vinte; P = partite perse

### Statistiche dei giocatori
| Giocatore     | Coppa CEV | Coppa CEV | Coppa CEV | Coppa CEV | Coppa CEV |
| Giocatore     | P         | PT        | AV        | MV        | BV        |
| ------------- | --------- | --------- | --------- | --------- | --------- |
| D. Del Valle  | 2         | 0         | 0         | 0         | 0         |
| P. Harksen    | 2         | 3         | 0         | 1         | 2         |
| B. Höhne      | 2         | 26        | 24        | 1         | 1         |
| T. Ineichen   | 1         | 0         | 0         | 0         | 0         |
| J. Jokela     | 2         | 7         | 6         | 1         | 0         |
| J. Kaeser     | 2         | 4         | 4         | 0         | 0         |
| M. Montavon   | 2         | 1         | 0         | 0         | 1         |
| L. Mourey     | 0         | 0         | 0         | 0         | 0         |
| R. Pfund      | 2         | 2         | 0         | 1         | 1         |
| B. Poffet     | 0         | 0         | 0         | 0         | 0         |
| A. Prével     | 2         | 38        | 28        | 0         | 10        |
| D. Sommer     | 2         | 0         | 0         | 0         | 0         |
| R. Stefanović | 2         | 12        | 8         | 2         | 2         |
| K. Zerika     | 2         | 20        | 15        | 0         | 5         |

P = presenze; PT = punti totali; AV = attacchi vincenti; MV = muri vincenti; BV = battute vincenti

NB: Non sono disponibili i dati relativi alla Lega Nazionale A, alla Coppa di Svizzera e alla Supercoppa svizzera e di conseguenza quelli totali